# Žvižej
Žvižej je priimek več znanih Slovencev:
- Luka Žvižej (*1980), rokometaš
- Miha Žvižej (*1987), rokometaš
- Štefan Žvižej (1935-2015), kulturni delavec, gledališčnik, režiser ...